# ウィリアム・バゴット (第2代バゴット男爵)

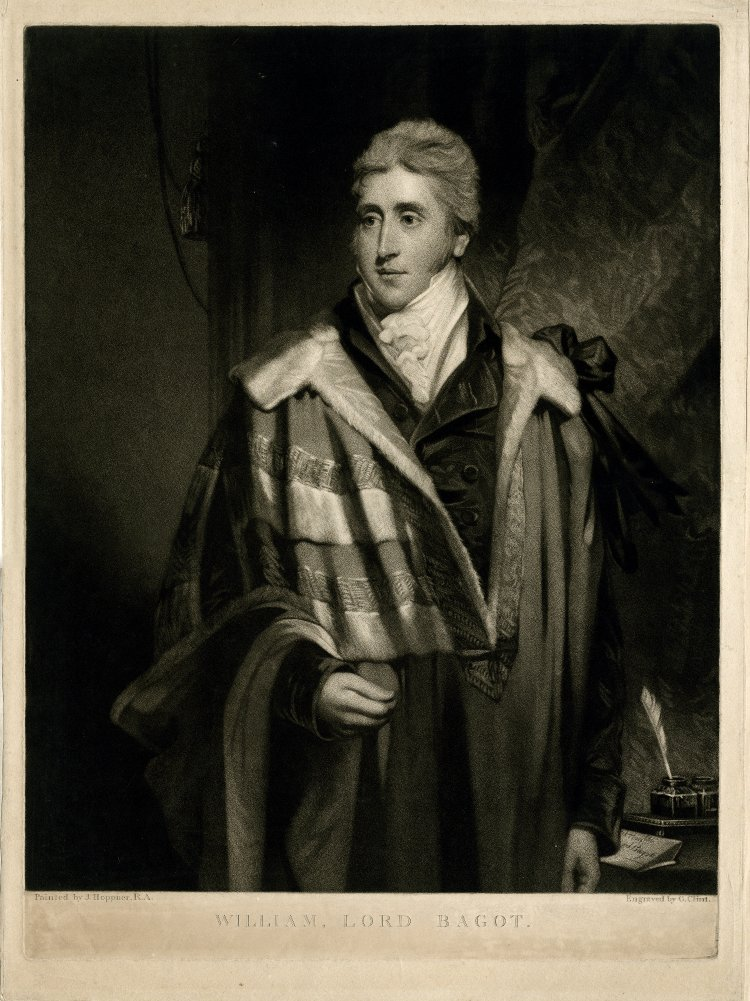
第2代バゴット男爵。メゾチント、原作ジョン・ホプナー。

第2代バゴット男爵ウィリアム・バゴット（英語: William Bagot, 2nd Baron Bagot FSA FLS FZS FRHS、1773年9月11日 – 1856年2月12日）は、イギリスの貴族。

## 生涯
初代バゴット男爵ウィリアム・バゴットと妻エリザベス・ルイーザ（Elizabeth Louisa、旧姓シンジョン（St John）、1744年ごろ – 1820年2月4日、第2代シンジョン子爵ジョン・シンジョンの娘）の三男（長男エドワードと次男ウォルターは早世）として、1773年9月11日にメイフェアのブルトン・ストリートで生まれた。ウェストミンスター・スクールで教育を受けた後、1791年11月10日にオックスフォード大学クライスト・チャーチに入学した。
1798年10月22日に父が死去すると、バゴット男爵位を継承した。政治にはあまり関わらなかったが、貴族院の採決ではトーリー党を支持し、1832年の第1回選挙法改正に反対票を投じた。一方、1820年のジョージ4世妃キャロライン・オブ・ブランズウィックへの痛みと罰法案には反対票を投じた。
農業、自然史、考古学への興味を持ち、ロンドン考古協会フェロー、王立園芸協会フェロー、ロンドン・リンネ協会フェロー、ロンドン動物学会フェローに選出された。1823年に自身の家族史に関する著作を著し、1824年に出版した。
1834年6月11日、オックスフォード大学よりD.C.L.の学位を授与された。
1856年2月12日にアボッツ・ブロムリーのブライスフィールド・ハウス（Blithfield House）で死去、長男ウィリアムが爵位を継承した。

## 家族
1799年5月30日、エミリー・フィッツロイ（Emily FitzRoy、1770年12月26日 – 1800年6月8日、）、1女をもうけた。
- ルイーザ・バーバラ（1800年4月19日 – 1801年1月1日[6]）

1807年2月17日、ルイーザ・レッグ（Louisa Legge、1787年3月8日 – 1816年8月13日、第3代ダートマス伯爵ジョージ・レッグの娘）と再婚、3男3女をもうけた。
- ルイーザ・フランシス（1808年3月1日[6] – 1829年2月17日） - 生涯未婚[7]
- アグネス（1809年8月10日 – 1885年11月4日） - 1828年1月8日、ジョン・ニュートン・レーン（John Newton Lane、1800年 – 1869年10月13日）と結婚[6]、子供あり[7]
- ウィリアム（英語版）（1811年3月27日 – 1887年1月19日） - 第3代バゴット男爵[1]
- ハーヴィー・チャールズ（1812年12月17日 – 1879年1月3日） - 1873年7月16日、フランシス・メアリー・ディッキン（Frances Mary Dickin、1902年7月13日没、トマス・ディッキンの娘）と結婚、子供なし[7]
- イリナ（1814年8月31日 – 1896年4月5日[7]）
- アルフレッド・ウォルター（1816年4月4日 – 1891年6月19日[7]）

## 関連図書
- Henderson, Thomas Finlayson (1885). "Bagot, William (1773-1856)" . In Stephen, Leslie (ed.). Dictionary of National Biography (英語). Vol. 2. London: Smith, Elder & Co. p. 400.